# Liste der Naturdenkmale in Rüdnitz
Die Liste der Naturdenkmale in Rüdnitz nennt die Naturdenkmale in der Gemeinde Rüdnitz im Landkreis Barnim in Brandenburg (Stand Oktober 2001).
In den Spalten befinden sich folgende Informationen:
- Nr.: Identifizierungsnummer nach veröffentlichter Liste. Sie wird von der unteren Naturschutzbehörde des Landkreises oder der kreisfreien Stadt vergeben. Wenn sie bekannt ist, wird sie angegeben. In dieser Spalte kann sich zusätzlich das Wort Wikidata befinden, der entsprechende Link führt zu Angaben zu diesem Naturdenkmal bei Wikidata.
- Bezeichnung: Benennung des Naturdenkmals, in der Regel wird bei Bäume die Baumart genannt. Bekannte Eigennamen werden mit angegeben.
- Gemarkung: Ort oder Gemarkung, in der sich das Naturdenkmal befindet
- Lage: Nennt die Lage des Naturdenkmals im jeweiligen Ortsteil und die geografischen Koordinaten des Naturdenkmals. Link zu einem Kartenansichtstool, um Koordinaten zu setzen. In der Kartenansicht sind Naturdenkmale ohne Koordinaten mit einem roten beziehungsweise orangen Marker dargestellt und können in der Karte gesetzt werden. Denkmale ohne Bild sind mit einem blauen bzw. roten Marker gekennzeichnet, Denkmale mit Bild mit einem grünen beziehungsweise orangen Marker.
- Beschreibung: die Beschreibung des Naturdenkmales
- Schutzzweck: Erläutert den Grund der Unterschutzstellung
- Bild: Zeigt ein Bild des Naturdenkmales und gegebenenfalls ein Link zu weiteren Fotos im Medienarchiv Wikimedia Commons

## Bäume
| Bild                           | Bezeichnung                       | Lage | Beschreibung                                                                      | Schutzzweck         | Nummer |
| ------------------------------ | --------------------------------- | --- | --------------------------------------------------------------------------------- | ------------------- | ------ |
| Weitere Bilder Fotos hochladen | Blut-Buche                        | Rüdnitz, östlich der Friedhofsmauer (52° 43′ 16″ N, 13° 37′ 27,5″ O)                                                              | - Alter: ca. 100 Jahre - Höhe: 17,00 m - Umfang: 2,37 m - Kronendurchmesser: 19 m | Eigenart            | 192-01 |
| Weitere Bilder Fotos hochladen | Stiel-Eiche                       | Rüdnitz, westlich der B 2 in Höhe der 2 einzelstehenden Häuser, ca. 700 m südlich Rüdnitz (52° 42′ 51″ N, 13° 37′ 7,2″ O)         | - Alter: ca. 250 Jahre - Höhe: 24,00 m - Umfang: 4,32 m - Kronendurchmesser: 26 m | Schönheit, Eigenart | 192-02 |
| BW                             | Stiel-Eiche                       | Rüdnitz, vor Grundstück Dorfstr. 14 (52° 43′ 18,7″ N, 13° 37′ 23,8″ O)                                                            | - Alter: 100–200 Jahre - Höhe: 27,00 m - Umfang: 3,86 m - Kronendurchmesser: 18 m | Eigenart, Schönheit | 192-04 |
| BW                             | Trauben-Eiche                     | Rüdnitz, direkt am Ladeburger Weg in Höhe des „Dankortes“ in Lobetal (52° 43′ 37,4″ N, 13° 35′ 59,2″ O)                           | - Alter: ca. 150 Jahre - Höhe: 20,00 m - Umfang: 2,65 m - Kronendurchmesser: 18 m | Eigenart            | 192-05 |
| Weitere Bilder Fotos hochladen | „Einsame Kiefer“ (Gemeine Kiefer) | Rüdnitz, Lobetal auf dem Feld, östlich des Ladeburger Weges, ca. 150 m v. Ortsgrenze und Straße (52° 43′ 26,6″ N, 13° 36′ 8,9″ O) | - Alter: ca. 100 Jahre - Höhe: 8,00 m - Umfang: 2,07 m - Kronendurchmesser: 11 m  | Eigenart, Schönheit | 192-08 |

## Findlinge
| Bild            | Bezeichnung | Lage                                                                    | Beschreibung | Schutzzweck | Nummer |
| --------------- | ----------- | ----------------------------------------------------------------------- | ------------ | ----------- | ------ |
| Fotos hochladen | Findling    | Rüdnitz, im neuen Wohngebiet Rüdnitz (52° 43′ 33,7″ N, 13° 38′ 14,9″ O) | Gneisgranit  |             | 192-03 |

## Geotope
| Bild            | Bezeichnung | Lage | Beschreibung | Schutzzweck | Nummer |
| --------------- | ----------- | --- | ------------ | ----------- | ------ |
| Fotos hochladen | Düne        | Rüdnitz, nördlich der Straße von Albertshof nach Rüdnitz, südlich der Kavelsiedlung, Krähenberge (52° 42′ 31″ N, 13° 38′ 55,3″ O) |              |             | 192-06 |